# Port lotniczy Basango Mboliasa
Port lotniczy Basango Mboliasa (IATA: KRZ, ICAO: FZBT) – port lotniczy położony w Kiri, w prowincji Bandundu, w Demokratycznej Republice Konga.